# 厳綱
厳 綱（げん こう、? - 192年）は、中国後漢時代末期の武将。『九州春秋』など一部文献では、「劉綱」とされているという（盧弼『三国志集解』注）。

## 正史の事跡
公孫瓚の配下。初平2年（191年）以降、公孫瓚は従弟の勃海太守公孫範の活躍もあって、袁紹をも凌ぐ程に河北で勢力を拡大していた。この時、公孫瓚は田楷を青州刺史に、単経を兗州刺史に任命したが、同時に厳綱も冀州刺史に任命されている。
初平3年（192年）、厳綱は公孫瓚に従い、袁紹軍との界橋の戦いに加わったが、袁紹軍の勇将の麴義の前に敗れて戦死した（生け捕られた後、処刑されたとも言われる）。

## 物語中の厳綱
小説『三国志演義』も史実同様の描写であり、界橋の戦いで麴義に討ち取られる。